# 石墨峰
石墨峰（英語：Graphite Peak），是南極洲的山峰，位於杜費克海岸，處於克拉克山東北面6公里，海拔高度3,260米，由新西蘭探險隊命名，現時由南極條約體系管理。